# COROT-3
COROT-3 (CoRoT-Exo-3) — звезда, в созвездии Орла на расстоянии около 2200 световых лет от нас. Вокруг звезды обращается, как минимум, одна планета.

## Характеристики
COROT-3 представляет собой жёлто-белый карлик главной последовательности. Её масса и диаметр равны 1,37 и 1,56 солнечных соответственно. Температура поверхности звезды составляет около 6740 кельвинов. Возраст COROT-3 оценивается в 1,6—2,8 миллиардов лет. Звезда получила своё наименование в честь космического телескопа COROT, с помощью которого у неё был открыт планетарный компаньон.

## Планетная система
В 2008 году группой астрономов, работающих в рамках программы COROT, было объявлено об открытии планеты COROT-3 b в данной системе. Результаты наблюдений оказались неожиданными: при радиусе, равном одному юпитерианскому, масса планеты оказалась почти в 22 раза больше массы Юпитера. До сих пор представляется неясным, является ли COROT-3 b коричневым карликом, либо представляет собой новый класс планетарных объектов.